# Zaculeu

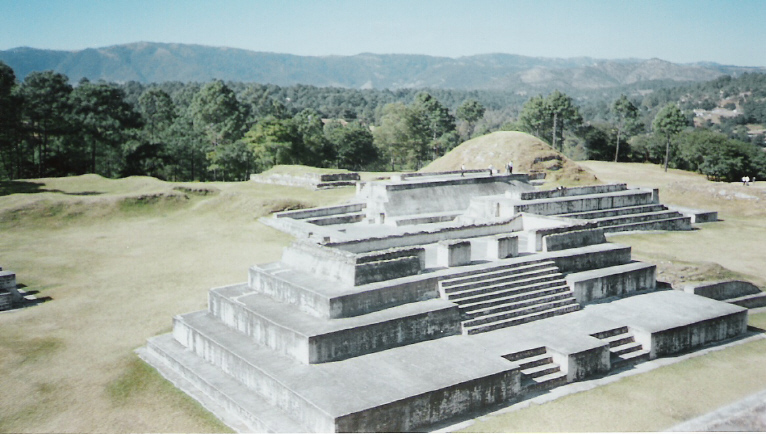
Zaculeu. Stanowisko archeologiczne

Zaculeu – stanowisko archeologiczne z epoki cywilizacji Majów, znajdujące się 3,7 km od miasta Huehuetenango, stolicy departamentu, w Gwatemali. 
W okresie postklasycznym, Zacuelu było uznawane za stolicę ludu Mam. Zdobyta i zniszczona przez konkwistadora hiszpańskiego Gonzalo de Alvadaro w 1525 roku.
Nazwa „zaculeu” w języku mam oznacza „białą ziemię”. W latach czterdziestych miejsce zostało odnowione przez United Fruit Company.